# Cheorwon
Cheorwon ist ein Landkreis in der Provinz Gangwon im Norden Südkoreas.

## Geschichte
In der demilitarisierten Zone an der Grenze zu Nordkorea ereignete sich am 3. Mai 2020 ein Schusswechsel bei Cheorwon. Personenschäden gab es auf südkoreanischer Seite nicht, ein südkoreanischer Wachtposten wurde von Schüssen aus Nordkorea getroffen und mehrere Warnschüsse wurden in Südkorea abgefeuert.

## Verwaltungsgliederung
- Cheorwon-eup (철원읍)
- Dongsong-eup (동송읍)
- Galmal-eup (갈말읍)
- Gimhwa-eup (김화읍)
- Geunbuk-myeon (근북면)
- Geunnam-myeon (근남면)
- Geundong-myeon (근동면)
- Imnam-myeon (임남면)
- Seo-myeon (서면)
- Wondong-myeon (원동면)
- Wonnam-myeong (원남면)

## Persönlichkeiten
- Han Ju-yeop (* 1999), Judoka